# Bell X-2
Bell X-2 (biệt danh "Starbuster") là một loại máy bay nghiên cứu các đặc tính bay trong dải tốc độ Mach 2-3.

## Tính năng kỹ chiến thuật
Dữ liệu lấy từ Concept Aircraft: Prototypes, X-Planes and Experimental Aircraft
Đặc điểm tổng quát
- Kíp lái: 1
- Chiều dài: 37 ft 10 in (11,5 m)
- Sải cánh: 32 ft 3 in (9,8 m)
- Chiều cao: 11 ft 10 in (3,6 m)
- Diện tích cánh: 260 ft² (24,2 m²)
- Kết cấu dạng cánh: 2S-50 bicon
- Trọng lượng rỗng: 12.375 lb (5.600 kg)
- Trọng lượng có tải: 24.910 lb (11.300 kg)
- Trọng lượng cất cánh tối đa: 24.910 lb (11.300 kg)
- Động cơ: 1 × Curtiss-Wright XLR25 kiểu rocket, 15.000 lbf (67 kN)

 Hiệu suất bay 
- Vận tốc cực đại: Mach 3,196 (2.094 mph, 3.370 km/h)
- Trần bay: 126.200 ft (38.466 m)